# International Wellness Resorts
International Wellness Resorts (IWR) is het moederbedrijf van saunabedrijven in Nederland, België en Duitsland. Aandeelhouder is de Spaanse groep Aspro Parks, die recreatiedomeinen in Europa bezit. De rechtsvorm is een b.v. Directeur is Willem Künne. Het hoofdkantoor van het bedrijf is gevestigd in Emst, bij de vestiging De Veluwse Bron.
Het bedrijf telde in 2019 1.800 personeelsleden. In 2019 was het bereik zo'n 1,8 miljoen bezoekers.

## Geschiedenis
In 2011 werd IWR werd opgericht door Waterland Private Equity Investments en Gert van der Steen, oprichter van de sauna Veluwse Bron (sinds 2008). Waterland had 80% en Van der Steen 20% van de aandelen. In 2015 maakte IWR 6,9 miljoen euro winst met een omzet van 42 miljoen euro. Het moederbedrijf telde toen vijf wellnessvestigingen.
In mei 2016 verkocht Waterland haar aandeel aan Aspro Parks. Vijf weken na de overname stapte Gert van der Steen op, waarop een rechtszaak volgde over diens vergoeding.
In 2018 bracht de groei van de bezoekersaantallen klachten door saunabezoekers met zich mee over drukte en hygiëne.

## Wellnesscentra
IWR telt dertien wellnessbedrijven met vestigingen in Nederland, België en Duitsland. Daarnaast beheert IWR één zwembad in Nederland.
Wellness
- Elysium - Bleiswijk
- SpaWell (tot 2017 Beauty Sauna Peize) - Peize
- SpaWeesp (tot 2018 Spa Wellness Weesp) - Weesp
- SpaPuur (voorheen Thermen Tilburg) - Tilburg
- SpaSense (voorheen Thermen Geldrop) - Geldrop
- Thermen Holiday - Schiedam
- Veluwse Bron - Emst
- Zwaluwhoeve - Hierden
- Thermen - Barendrecht
- De Valkenberg - Rheden
- Hezemeer - Laakdal, België
- Bali Therme - Bad Oeynhausen, Duitsland
- Gut Sternholz - Hamm, Duitsland

Zwembad
• Victoriabad - Weesp